# Aktynometria
Aktynometria – nauka o promieniowaniu Słońca, Ziemi i atmosfery. Zajmuje się pomiarami promieniowania bezpośredniego, rozproszonego i pochłoniętego w atmosferze, a także wyznaczaniem promieniowania efektywnego oraz bilansu promieniowania Ziemi i atmosfery.